# Giovanni Camerana
(G. Camerana)
Giovanni Camerana (Casale Monferrato, 4 febbraio 1845 – Torino, 2 luglio 1905) è stato un poeta, critico d'arte e magistrato italiano, fra i massimi esponenti della Scapigliatura.

## Biografia
Nato da una famiglia della media borghesia piemontese, è destinato, come il padre, alla carriera in magistratura. Studia dunque legge all'Università degli Studi di Pavia, e nella città lombarda conosce Emilio Praga ed Arrigo Boito, oltre ad alcuni esponenti minori dell'area scapigliata come Luigi Gualdo. Trasferitosi a Torino, vi si laurea nel 1868; qui aderisce all'associazione Dante Alighieri, cenacolo letterario di cui facevano parte, fra gli altri, Giovanni Faldella, Roberto Sacchetti e Giuseppe Giacosa.
Le sue composizioni poetiche vengono pubblicate su diversi periodici, tanto più sporadicamente quanto più prosegue - con regolarità e serietà - la carriera in magistratura, che lo porterà per brevi periodi lontano dal natìo Piemonte, prima a Roma, poi a Catania.
La percezione di una totale incompatibilità fra la figura del magistrato e quella del poeta lo porta a rifiutare fino alla fine di raccogliere in volume i suoi versi.
Appassionato d'arte, collezionista, nonché disegnatore e acquerellista di buon valore, Camerana aveva fra l'altro collaborato con alcune riviste specialistiche ed era amico e sodale di numerosi artisti, tra i quali vanno ricordati soprattutto Leonardo Bistolfi, Antonio Fontanesi e Lorenzo Delleani. Bistolfi fu il curatore della prima edizione delle sue poesie,  che volle intercalate da disegni di mano del poeta.
Tra i pochi eventi significativi della sua vita, vanno annoverati i frequenti viaggi per l'Europa: in Francia, in Svizzera e, soprattutto, in Olanda, paese che Camerana considera la «...ideal sua patria santa».
Dietro la facciata di una regolare vita borghese si celavano in lui segreti tormenti e crisi nervose: una di queste, avvenuta nel 1905, lo spinse al suicidio.

## Stile poetico
La poetica di Camerana risente della lezione di Baudelaire e di Verlaine ma non conosce i temi della rivolta e della polemica o l'ostentazione del "maledettismo", a differenza degli altri scapigliati. 
L'esplorazione di un profondo disagio esistenziale si proietta - soprattutto nel gruppo dei Bozzetti - sul paesaggio, la cui rappresentazione, giocata per lo più su toni e colori cupi, risente della più recente pittura piemontese di genere.
Interessante è anche la poesia cosiddetta "religiosa" di Camerana: si veda la serie delle Oropee, nella quale è ancora centrale il paesaggio, stavolta quello del Santuario mariano di Oropa; si avverte in questi testi un desiderio frustrato di salvezza, di abbandono alla fede. Non manca, in alcune delle Oropee che più si soffermano sulla figura della Madonna Nera, e più apertamente in altre composizioni (i sonetti raccolti sotto il titolo La Femme, ad esempio, o Sovra una slitta russa all'Esposizione di Amsterdam, dedicata ad Eleonora Duse), una vena di torbida sensualità, un erotismo indissolubilmente legato all'idea ossessiva della morte.
Ne emerge una visione funerea, dominata dal contrasto vita-morte e dal fascino esercitato dalla prospettiva dell'annullamento. Per questo, e per una lingua e uno stile che risentono fortemente delle innovazioni francesi, Camerana rappresenta l'anello di congiunzione tra la cosiddetta Scapigliatura ed il Decadentismo.
La sua poesia è stata considerata da molti critici anticipatrice di alcune fra le più importanti esperienze letterarie del primo Novecento, dai Crepuscolari a Dino Campana, fino ad alcune espressioni che al lettore moderno possono ricordare il Montale degli Ossi di seppia.

## Riconoscimenti postumi
A Giovanni Camerana la città di Torino ha intitolato una via.

## Opere di Giovanni Camerana
- Versi, a cura di Leonardo Bistolfi, Streglio, Torino 1907.
- Poesie, a cura di Francesco Flora, Garzanti, Milano 1956.
- Poesie, a cura di Gilberto Finzi, Einaudi, Torino 1968.
- Versi, a cura di Marco Amendolara, Tesauro e La Fabbrica Felice, 2002.
- Versi, Lampi di Stampa, 2003 (ristampa della prima edizione).